# Playback (canção)
Playback foi a canção que representou Portugal no Festival Eurovisão da Canção 1981 cantada em português.
Carlos Paião, autor da letra e música, "Playback" foi orquestrada por Shegundo Galarza.
A canção é uma sátira ao uso excessivo do playback pelos cantores, que abrindo e  fechando a boca, não precisam saber cantar e até se pode enganar que ninguém vê. Carlos Paião cantou o tema com a ajuda de quatro coristas que vestindo fatos de treino gritavam "Em Playback". Da esquerda para a direita os cantores eram  Pedro Calvinho, Cristina Águas, Ana Bola, e Peter Petersen (cantor de origem dinamarquesa, nascido em Lisboa).[carece de fontes?]
A canção portuguesa foi a 15.ª a ser interpretada no festival (depois da canção britânica e antes da canção belga cantada por Emly Starr. Paião não foi feliz no Festival Eurovisão da Canção, pois apenas recebeu 9 pontos, classificando-se em 18.º lugar, empatando com a canção turca. Contudo, esta má classificação não impediu a carreira fulgurante deste cantor e da canção, cantando e compondo centenas de canções até à sua morte prematura com 30 anos num acidente rodoviário, uns anos depois.